# Estácio (Río de Janeiro)
Estácio es un barrio de la Zona Central de Río de Janeiro, en Brasil. Su nombre es un homenaje al fundador de la ciudad, Estácio de Sá. Limita con los barrios Cidade Nova, Tijuca, Praça da Bandeira, Rio Comprido y Catumbi. Alberga el Primer Batallón y el Museo Histórico de la Policía, así como el Hospital de la Policía Militar.

## Historia
La región era conocida como Mata Cerdos por haber en las cercanías un bosque poblado por cerdos que se escaparon de un matadero local. Estácio fue inicialmente un barrio obrero. Se desarrolló durante la gestión de Pereira Pasos en los terrenos cercanos a la Av. Salvador de Sá. Junto con Cidade Nova, albergó hasta el final del siglo XX la zona roja de la ciudad. De hecho, hasta la delimitación oficial de los barrios en 1985 siempre hubo confusión entre los límites de Estácio y Ciudad Nueva. De este periodo es también el hospital materno infantil San Francisco de Asís, junto a la estación Plaza Once del Metro.
Actualmente, por estar bien integrado a la región de la Tijuca, el barrio es objeto de especulación inmobiliaria. Además de estar cerca del Centro y de contar con varios servicios de transportes (como la estación Estácio del Metro o varios de los principales ejes viales), se benefició con la pacificación del Complejo de San Carlos, el principal grupo de favelas de la zona.

### Samba
Estácio está asociado con los orígenes de la samba. Aparece en los versos de Noel Rosa y de otros compositores de música popular brasileña. Es conocido como la "Cuna del Samba" por haber visto nacer la Primera Escuela de Samba, en 1928, la Deja Hablar, fundada por Ismael Silva. Alberga la Escuela de Samba Estácio de Sá, campeona del carnaval carioca en diez ocasiones entre 1965 y 2015.
La tradicional iglesia del Divino Espíritu Santo se remonta al siglo XVIII. Alberga a su vez la sede de la Primera Iglesia Bautista de Río de Janeiro.